# Mörön, Khentii
Mörön (tiếng Mông Cổ: Мөрөн) là một sum của tỉnh Khentii tại miền đông Mông Cổ. Vào năm 2010, dân số của sum là 1.326 người.

## Địa lý
Sum giáp với các sum Bayanmönkh, Bayankhutag, Jargaltkhaan và Kherlen. Trung tâm sum nằm cách tỉnh lỵ Öndörkhaan 25 km và cách thủ đô Ulaanbaatar 205 km.

### Khí hậu
Sum có khí hậu lục địa khắc nghiệt.

## Kinh tế
Sum có một trường học và bệnh viện. Mỏ than Chandgana Tal nằm cách trung tâm sum 25 km về phía đông, tại bag (xã) số 5.